# Taloqan
Tāloqān (Perzisch: تالقان) is de hoofdstad van de provincie Tachar, in het noorden van Afghanistan. De bevolking werd geschat op 59.300 in 2006.